# Seis grados de separación (película)
Seis grados de separación (título original: Six degrees of separation) es una película estadounidense estrenada en 1993 y dirigida por Fred Schepisi. Su título hace referencia a la teoría de los seis grados de separación.  Esta teoría sugiere que cualquier persona en el mundo puede estar conectada con otra a través de una cadena de conocidos que no tiene más de cinco intermediarios. La película, a menudo aclamada por su guion y actuaciones, utiliza este concepto para tejer una historia que examina las conexiones sociales, la identidad y las percepciones humanas. Su enfoque en cómo las personas se interrelacionan y la proximidad potencial entre individuos aparentemente distantes ha sido un tema de fascinación tanto para el público como para los críticos.

## Ficha artística
- Stockard Channing - Louisa ('Ouisa') Kittredge
- Will Smith - Paul
- Donald Sutherland - John Flanders ('Flan') Kittredge
- Ian McKellen - Geoffrey Miller
- Mary Beth Hurt - Kitty
- Bruce Davison - Larkin
- Richard Masur - Dr. Fine
- Anthony Michael Hall - Trent Conway
- Heather Graham - Elizabeth
- Eric Thal - Rick
- Anthony Rapp - Ben
- Joe Pentangelo - un policía
- Oz Perkins - Woodrow ('Woody') Kittredge (acreditado como Osgood Perkins)
- Catherine Keller - Talbot ('Tess') Kittredge
- J. J. Abrams - Doug (acreditado como Jeffrey Abrams)

## Premios
- 1994: Candidata al Óscar a la mejor actriz por Stockard Channing.[1]
- 1994: Candidata al Globo de Oro a la mejor actriz - Comedia o musical por Stockard Channing.